# Amy Williams (skeletonista)
Amy Joy Williams (Cambridge, 29 settembre 1982) è un'ex skeletonista e copilota di rally britannica, campionessa olimpica a Vancouver 2010 nel singolo femminile.

## Biografia
Proveniente dall'atletica leggera, nel 2004 ha iniziato a gareggiare nello skeleton per la squadra nazionale britannica. Si mise in luce nelle categorie giovanili vincendo la medaglia d'argento ai mondiali juniores di Winterberg 2005.
Esordì in Coppa del Mondo il 20 gennaio 2005 a Cesana Torinese, nella seconda metà della stagione 2004/05, piazzandosi al ventisettesimo posto; ottenne invece il suo primo podio il 29 novembre 2007 a Calgary, prima tappa dell'annata 2007/08, dove giunse terza nel singolo. Detiene quale miglior piazzamento in classifica generale il quinto posto, ottenuto sia nel 2008/09 che nel 2009/10.

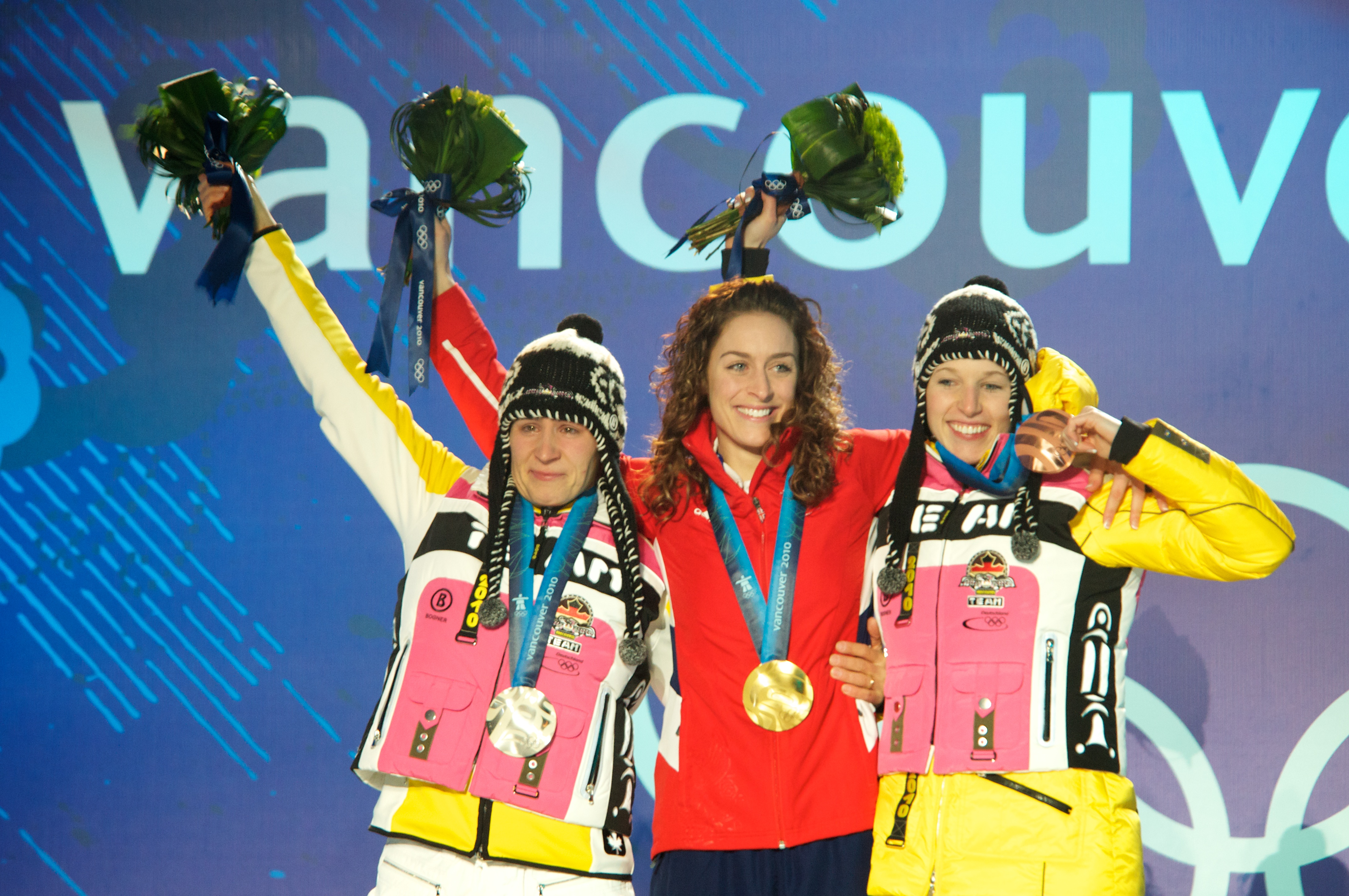
Amy Williams sul podio olimpico di insieme a Kerstin Szymkowiak (a sinistra) e Anja Huber

Ha preso parte ai Giochi olimpici invernali di Vancouver 2010, vincendo la medaglia d'oro nel singolo davanti alle due atlete tedesche Kerstin Szymkowiak, che fu argento, e Anja Huber, bronzo. Si trattò del primo oro olimpico individuale alle Olimpiadi invernali per la Gran Bretagna dall'edizione di Lake Placid 1980, quando fu Robin Cousins a conquistare la medaglia più ambita nel pattinaggio di figura.
Amy Williams conta anche quattro partecipazioni ai campionati mondiali con una medaglia d'argento conquistata nel singolo a Lake Placid 2009, mentre nella competizione a squadre ha totalizzato quale miglior piazzamento il quarto posto, ottenuto nell'edizione di Altenberg 2008. Nelle rassegne continentali ha invece conquistato la medaglia di bronzo a Winterberg 2011.

### Rally
Ritiratasi dall'attività agonistica nello skeleton al termine dei campionati mondiali di Lake Placid 2012, si è dedicata saltuariamente al ruolo di copilota di rally; ha infatti partecipato a due edizioni del Rally di Gran Bretagna valide per il mondiale WRC affiancando il pilota Tony Jardine su una Mitsubishi Lancer Evo IX: nel 2013 furono ventiseiesimi assoluti e primi nella loro classe mentre nel 2016 terminarono la gara al 39º posto e al terzo nella classe RC2.

## Palmarès

### Olimpiadi
- 1 medaglia:
  - 1 oro (singolo a Vancouver 2010).

### Mondiali
- 1 medaglia:
  - 1 argento (singolo a Lake Placid 2009).

### Europei
- 1 medaglia:
  - 1 bronzo (singolo ad Winterberg 2011).

### Mondiali juniores
- 1 medaglia:
  - 1 argento (singolo a Winterberg 2005).

### Coppa del Mondo
- Miglior piazzamento in classifica generale: 5ª nel 2008/09 e nel 2009/10.
- 3 podi (tutti nel singolo):
  - 1 secondo posto;
  - 2 terzi posti.

### Circuiti minori

#### Coppa Intercontinentale
- Miglior piazzamento in classifica generale: 10ª nel 2011/12;
- 3 podi (tutti nel singolo):
  - 1 vittoria;
  - 1 secondo posto;
  - 1 terzo posto.

### Universiadi
- 1 medaglia:
  - 1 argento (singolo a Innsbruck 2005[3]).

### Risultati nel mondiale rally
| 2013 | Scuderia | Vettura                  |  |  |  |  |  |  |  |  |  |  |  |  |    |  |  |  | Punti | Pos. |
| ---- | -------- | ------------------------ |  |  |  |  |  |  |  |  |  |  |  |  | -- |  |  |  | ----- | ---- |
| 2013 |          | Mitsubishi Lancer Evo IX |  |  |  |  |  |  |  |  |  |  |  |  | 26 |  |  |  | 0     |      |

| 2016 | Scuderia | Vettura                  |  |  |  |  |  |  |  |  |  |  |  |  |    |  |  |  | Punti | Pos. |
| ---- | -------- | ------------------------ |  |  |  |  |  |  |  |  |  |  |  |  | -- |  |  |  | ----- | ---- |
| 2016 |          | Mitsubishi Lancer Evo IX |  |  |  |  |  |  |  |  |  |  |  |  | 39 |  |  |  | 0     |      |

| Legenda | 1º posto | 2º posto | 3º posto | A punti | Senza punti | Ritirato | Squalificato | NP=Non partito C=Gara cancellata | Apice=Power stage |